# Genesis: In Concert
"Genesis: In Concert" (en castellano "Genesis: En Concierto") es un vídeo en vivo del grupo inglés de rock progresivo Genesis. La grabación del vídeo se llevó a cabo durante diferentes conciertos en Glasgow, Escocia y en Staffordshire, Inglaterra en el año 1976, y fue publicado en 1977.
Al video también se lo suele llamar "Genesis: A Band in Concert" (en castellano "Genesis: Una Banda En Concierto"). En la secuencia inicial del video se lee el nombre como "Genesis: In Concert", este nombre también es mostrado en dos posters  que se utilizaron cuando la película fue exhibida en los cines. Por otro lado, en diversas páginas de Internet como IMDb , Yahoo Movies , y Hollywood Video  le dan el nombre de "Genesis: A Band in Concert".

## Sinopsis
Genesis: In Concert documenta la gira de conciertos en la que se embarcaría Genesis durante 1976, luego del lanzamiento de su álbum A Trick of the Tail. Este fue el primer álbum en donde Phil Collins asume la tarea de vocalista, luego de la partida de Peter Gabriel del grupo. En el álbum de estudio, Collins hace las partes vocales y la batería, pero durante los conciertos se centraba en su labor de cantante, por lo que el grupo decide contratar a Bill Bruford, exbaterista de Yes y King Crimson, para tocar la batería y percusiones.
La película combina filmaciones de dos conciertos: uno en el "Apollo Theatre" en Glasgow, Escocia (9 de julio de 1976), y el otro en "Bingley Hall" en Staffordshire, Inglaterra (15 de junio de 1976). Durante las canciones "The Cinema Show", "Entangled", y "Supper's Ready", las filmaciones del concierto se combinan con otros clips, generalmente de manera abstracta.

## Lista de canciones
| Pista | Título Inglés                         | Título Español                          | Del Álbum                      | Notas |
| ----- | ------------------------------------- | --------------------------------------- | ------------------------------ | --- |
| 1.    | I Know What I Like (In Your Wardrobe) | Sé Lo Que Me Gusta (En Tu Guadrarropas) | Selling England by the Pound   | |
| 2.    | Fly on a Windshield                   | Mosca En El Parabrisas                  | The Lamb Lies Down on Broadway | Esta versión es instrumental, no incluye la letra del principio y no se fusiona con Broadway Melody of 1974 |
| 3.    | The Carpet Crawlers                   | Los Que Se Arrastran En La Alfombra     | The Lamb Lies Down on Broadway | |
| 4.    | The Cinema Show                       | La Función del Cine                     | Selling England by the Pound   | Sólo la segunda mitad                                                                                       |
| 5.    | Entangled                             | Enredado                                | A Trick of the Tail            | |
| 6.    | Supper's Ready                        | La Cena Está Lista                      | Foxtrot                        | Solamente la sección final: desde "Apocalypse in 9/8" en adelante                                           |
| 7.    | Los Endos                             | Los Endos                               | A Trick of the Tail            | No es la versión del medley "Dance on a Volcano/Drum Duet/Los Endos"                                        |

## Reedición
La película fue publicada en laserdisc en Japón, en el año 1992. El álbum A Trick of the Tail fue relanzado el 2 de abril de 2007 en el Reino Unido, y lanzado en EE. UU. y Canadá como parte de una colección de CD. Esta colección incluye un Super Audio CD y un DVD, en el DVD se encuentra el concierto "Genesis: In Concert" completo, además de características adicionales.

## Formación
- Tony Banks: Teclados
- Mike Rutherford: Bajo, pedaleras, guitarra acústica
- Steve Hackett: Guitarras
- Phil Collins: Voz, batería

Músicos adicionales:
- Bill Bruford - Batería, percusión